# Giliastrum purpusii
Giliastrum purpusii är en blågullsväxtart. Giliastrum purpusii ingår i släktet Giliastrum och familjen blågullsväxter.

## Underarter
Arten delas in i följande underarter:
- G. p. platylobum
- G. p. purpusii
- G. p. stewartii